# Fuyumi Souryo
Fuyumi Soryo (惣領 冬実, nascut el 6 de gener de 1959) és una mangaka japonesa.

## Biografia
Soryo va néixer a Beppu, Oita, Japó; en la casa d'un mestre de l'escola Kanze de Noh. En la seva infantesa li agradava dibuixar cavalls, però no tenia cap interès especial pel manga. Es va llicenciar a l'escola secundària Geijutsu Midorigaoka de la prefectura d'Oita.
Mentre es va inscriure a la universitat de la moda, es va interessar amb el concurs del novell de l'any de la Shogakukan i va sol·licitar recaptar diners per al concurs de moda Sōen. Allà va rebre una menció d'honor, i posteriorment va debutar com a mangaka professional amb Hidamari no Hōmonsha (Visita de taques solars) publicat l'abril de 1982. Durant un parell d'anys, va treballar com a assistent del mangaka Fuyumi Ogura.
Es va fer un nom dins de l'estil shōjo. El 1988, va ser guardonada amb el Shogakukan Manga Award pel shōjo Boyfriend. El 2001, va passar a publicar principalment manga seinen, treballant per a la revista Morning. La seva sèrie Cesare se centra al voltant de la infame Família Borja del Renaixement italià i el mateix Cèsar Borja.

## Obres
| Títol                                                                            | Any       | Notes                                                    | Refs  |
| -------------------------------------------------------------------------------- | --------- | -------------------------------------------------------- | ----- |
| Hidamari no Hōmonsha (陽だまりの訪問者)                                          | 1982      | one-shot a Bessatsu Shōjo Comic                          |       |
| Onaji Kurai Ai (おなじくらい愛)                                                  | 1984–1985 | serialitzada a Shōjo Comic publicat en 2 volums          | [ 4 ] |
| Pink na Kimi ni Blue na Boku (ピンクなきみにブルーなぼく)                        | 1984–1988 | serialitzada a Ciao publicat en 8 volums                 |       |
| Boyfriend (ボーイフレンド)                                                       | 1985–1988 | serialitzada a Shōjo Comic publicat en 10 volums         |       |
| 3 – Three                                                                        | 1989–1992 | serialitzada a Shōjo Comic publicat en 14 volums         |       |
| Chiki Chiki Bom! (チキチキＢＯＭ!)                                               | 1989–1990 | serialitzada a Ciao publicat en 2 volums                 |       |
| Kanojo ga Café ni iru (彼女がカフェにいる)                                       | 1992–1993 | serialitzada a Bessatsu Shōjo Comic publicat en 6 volums |       |
| Doll (ドール)                                                                    | 1996      | serialitzada a Bessatsu Friend publicat en 1 volum       |       |
| Mars                                                                             | 1996–2000 | serialitzada a Bessatsu Friend publicat en 15 volums     |       |
| Mars: A Horse With No Name (MARS外伝 名前のない馬, MARS Gaiden Namae no Nai Uma) | 1999      | serialitzada a Bessatsu Friend publicat en 1 volum       |       |
| ES (Eternal Sabbath)                                                             | 2001–2004 | serialitzada a Morning publicat en 8 volums              |       |
| Tamara (タマラ)                                                                  | 2002–2004 | serialitzada a Bessatsu Friend publicat en 1 volum       |       |
| Cesare (チェーザレ)                                                              | 2005–2021 | serialitzada a Morning publicat en 13 volums             |       |
| Marie Antoinette (マリー・アントワネット)                                        | 2015–2016 | serialitzada a Morning publicat en 1 volum               | [ 3 ] |